# Lista de prefeitos de Lago dos Rodrigues
Esta é a lista de prefeitos do município de Lago dos Rodrigues, estado brasileiro do Maranhão.
| Nº | Nome                                                              | Imagem                | Partido                                          | Início do mandato      | Fim do mandato                          | Observações                           |
| 1  | Francisco Assis Basílio Paiva (–24.08.2003)                       |                       | Partido do Movimento Democrático Brasileiro PMDB | 1° de janeiro de 1997  | 31 de dezembro de 2000                  | Prefeito eleito em sufrágio universal |
| 2  | Antônio Nazareno Macedo Pimentel (Independência, 12.11.1947–)     |                       | Partido da Frente Liberal PFL                    | 1° de janeiro de 2001  | 31 de dezembro de 2004                  | Prefeito eleito em sufrágio universal |
| 2  | Antônio Nazareno Macedo Pimentel (Independência, 12.11.1947–)     | 1° de janeiro de 2005 | Partido da Frente Liberal PFL                    | 31 de dezembro de 2008 | Prefeito reeleito em sufrágio universal |                                       |
| 3  | Valdemar Sousa Araújo, Valdemar da Serraria (Coreaú, 15.05.1959–) |                       | Partido Verde PV                                 | 1° de janeiro de 2009  | 31 de dezembro de 2012                  | Prefeito eleito em sufrágio universal |
| 3  | Valdemar Sousa Araújo, Valdemar da Serraria (Coreaú, 15.05.1959–) | 1° de janeiro de 2013 | Partido Verde PV                                 | 31 de dezembro de 2016 | Prefeito reeleito em sufrágio universal |                                       |
| 4  | Edijacir Pereira Leite (Lago do Junco, 16.06.1968–)               |                       | Partido Progressista PP                          | 1° de janeiro de 2017  | 31 de dezembro de 2020                  | Prefeito eleito em sufrágio universal |
| 5  | Valdemar Sousa Araújo, Valdemar da Serraria (Coreaú, 15.05.1959–) |                       | Democratas DEM                                   | 1° de janeiro de 2021  | 31 de dezembro de 2024                  | Prefeito eleito em sufrágio universal |
| 7  | Raimundo Alves Carvalho, Didi Moita (Lago do Junco, 25.09.1973–)  |                       | Partido Socialista Brasileiro PSB                | 1° de janeiro de 2025  | Atualidade                              | Prefeito eleito em sufrágio universal |